# Solenopsis richteri
Kiến lửa màu đen, tên khoa học Solenopsis richteri, là một loài kiến. Từ lâu được xem là một phụ loài hoặc biến thể màu của Solenopsis invicta, về sau S. richteri được công nhận là loài riêng với nơi sống và phạm vi phân bố khác. Kiến lửa màu đen có vẻ chịu đựng lạnh và ít tính trạng trội hơi loài kiến lửa đỏ. Loài kiến này đốt sẽ gây sưng chậm hơn.